# Flor Barbry's Volkstoneel voor Frans-Vlaanderen
Flor Barbry's Volkstoneel voor Frans-Vlaanderen (Frans: Théâtre populaire pour la Flandre française de Flor Barbry) is een amateurtoneelgezelschap uit Westouter dat Vlaamstalige theatervoorstellingen speelt in West-Vlaanderen en Frans-Vlaanderen. 
Het gezelschap is opgericht in 1954 en heeft als doel het West-Vlaams levendig te houden aan beide zijden van de Frans-Belgische grens. Door de verfransing van Frans-Vlaanderen was daar al sinds de 18e eeuw geen Vlaams theater meer. Ze spelen in het dialect van Westouter en schenken veel aandacht aan het vermijden van vreemde woorden.

## Geschiedenis
in 1954 bracht het gezelschap onder de naam De Verbroedering zijn eerste stuk. Later gingen ze een tijd door het leven onder de naam Volkstoneel voor Frans-Vlaanderen . De huidige naam kwam er pas in 1986 nadat mede-oprichter Flor Barbry overleed bij een ongeval.
Hun eerste stuk, dat ze op kerstdag 1954 brachten, was de klassieker van Felix Timmermans uit 1924 En waar de sterre bleef stille staan (Woa dat de Sterre bleef stille stoan).
Na de dood van Flor Barbry nam dochter Greta Barbry de leiding over. Tot ook Greta overleed in 1999 namen vier mensen samen de leiding in handen onder het voorzitterschap van Roland Delannoy, een schoonzoon van Flor.

## Flor Barbry
Barbry was niet enkel mede-oprichter maar fungeerde heel lang ook als schrijver, vertaler, acteur en regisseur. 
Voor het Volkstoneel schreef hij:
- De Harlekyn (1963-1964)
- In Attendant (1964-1965)
- Kerstavond (1965-1966)
- Begin met Eva (1966-1967)
- Klaarlandwegel (1985-1986)

Zijn werk werd ook formeel erkend:
- 1966 ANV-Visser Neerlandia-prijs (Algemeen-Nederlands Verbond) voor de instandhouding van de Nederlandse cultuur in Frans-Vlaanderen
- 1972 Ridder in de Orde van het Manneke uit de Mane
- 1983 Zilveren medaille der Kroonorde

## Prijzen voor het gezelschap
- 1968 Gulden Spoor (stad Kortrijk)
- 1973 de eerste driejaarlijkse Staf Bruggenprijs (Stichting Staf Bruggen)
- 1980 de 11e André Demedtsprijs (Marnixring) voor bevorderen van de algemene kunst- en cultuurverspreiding in Vlaanderen, in Frans-Vlaanderen en in alle gemengde taalgebieden